# 六四襟章

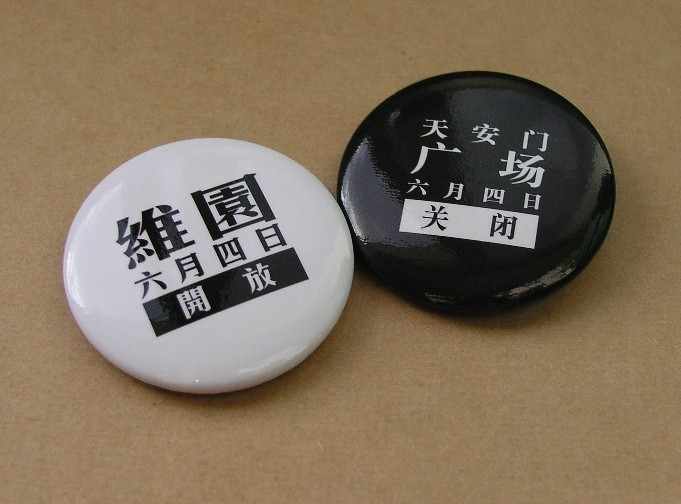
2007年悼念六四事件18週年的襟章

六四襟章是香港民間一種悼念六四天安门事件的象徵物品，自1997年6月4日前夕民間自行製作派發後，逐漸發展成香港六四活動的傳統。襟章以黑、白兩色為主調，常以隱晦字眼講述六四事件，製作的開銷由一個自稱「六四襟章製作小組」的組織自行募集，並拒絕外界捐款；迄今，六四襟章的派發量約累積超過20萬個。
|  |  |

## 源起
香港第一批六四襟章於1997年首次推出，當時一些港人擔心香港主權移交後禁止舉行六四燭光晚會，於是私下印製襟章，免費向參加者派發，原意是紀念「最後一個燭光晚會」，襟章迅即送完。翌年，支聯會如期在維園舉行六四晚會後，襟章設計人決定繼續派發襟章。
早期大部分襟章均在中國大陸的工廠印製，但為免運送時被中國海關查截，襟章亦避免直接談及「六四」二字。曾有一批襟章採用六四舊剪報作為主題，他們則會利用每部售價數百港元的玩具襟章機，自行印製襟章，一包10多元的用料約可製10個襟章。直至2006年，為了避免審查問題，襟章才全面在香港印製。
襟章製作小組並沒有向外界披露其詳細背景，他們只曾向傳媒說一些人在廣告公司任職、而且沒有人與政黨有聯繫；其中一位設計者曾說友人兒子在六四事件中死亡，因而對事件不能忘懷，對外並公開展示其电郵作為聯繫方法。
六四襟章的出現，令政治襟章開始在港流行。2003年7月1日香港舉行七一遊行時，不少市民亦曾自製紀念品，宣傳對政治事件的看法。而「六四襟章製作小組」亦一改慣例，除了六四晚會派發襟章外，亦在七一遊行時，發放「廿三不祥」和「與時並進」等口號的襟章。同年，有破產人士捐出2至3萬元做襟章，供遊行人士佩戴。2005年6月，香港人權監察亦印製寫有「人間有情」口號的襟章，呼籲中國政府釋放程翔。

## 風格
從第一年起，六四襟章的風格已趨於隱晦。1997年第一款襟章畫了一個鐘面，12個時數獨缺6和4，往後的襟章亦沿襲同一風格。1999年，襟章畫上一組條碼，寫上0426、0520、0604。
2001年襟章以毛澤東詩句「風物長宜放眼量」及魯迅的「于無聲處聽驚雷」作主題，大意是說要放長雙眼看。05年則寫上「546471」。還有一組一式兩款的襟章，一面寫「那年夏天」、另一面說「六月之夜」。
2011年，為了反映藝術家艾未未被捕及中華人民共和國網路審查，襟章使用「五月三十五日」代表六月四日，反轉的瓶子以「瓶反」諧音「平反」，死去的鹿以「鹿死」諧音「六四」，反映迴避敏感字審查時所發揮的藝術創意，這些都是內地網民近年談論六四的暗號，以逃避被「河蟹」，這是14年來首次有內地市民間接參與製作六四襟章。

## 傳播渠道
六四襟章除了在維多利亞公園六四燭光晚會的渠道派發外，亦會透過香港文化集中地分發。這類機構在香港文化圈中較為人熟悉，但多數為獨立經營的店舖。其中書店有樂文書店、阿麥書房、人民公社咖啡書店、書得起書店、紫羅蘭書局、序言書室、KUBRICK；電影院有百老匯電影中心，唱片舖Monitor Records，以及香港Roundtable Cafe及Club 71。